# NGC 2442/2443
NGC 2442 / 2443，或稱為肉鉤星系（Meathook Galaxy），是一個距離地球約5000萬光年的中間螺旋星系，位於飛魚座，由天文學家約翰·赫歇爾發現。該星系與其中沒有任何恆星的氣體雲 HIPASS J0731-69 有物理上的關連。該氣體雲可能是NGC 2442被伴星系拉扯後脫離星系而形成。

## 圖集

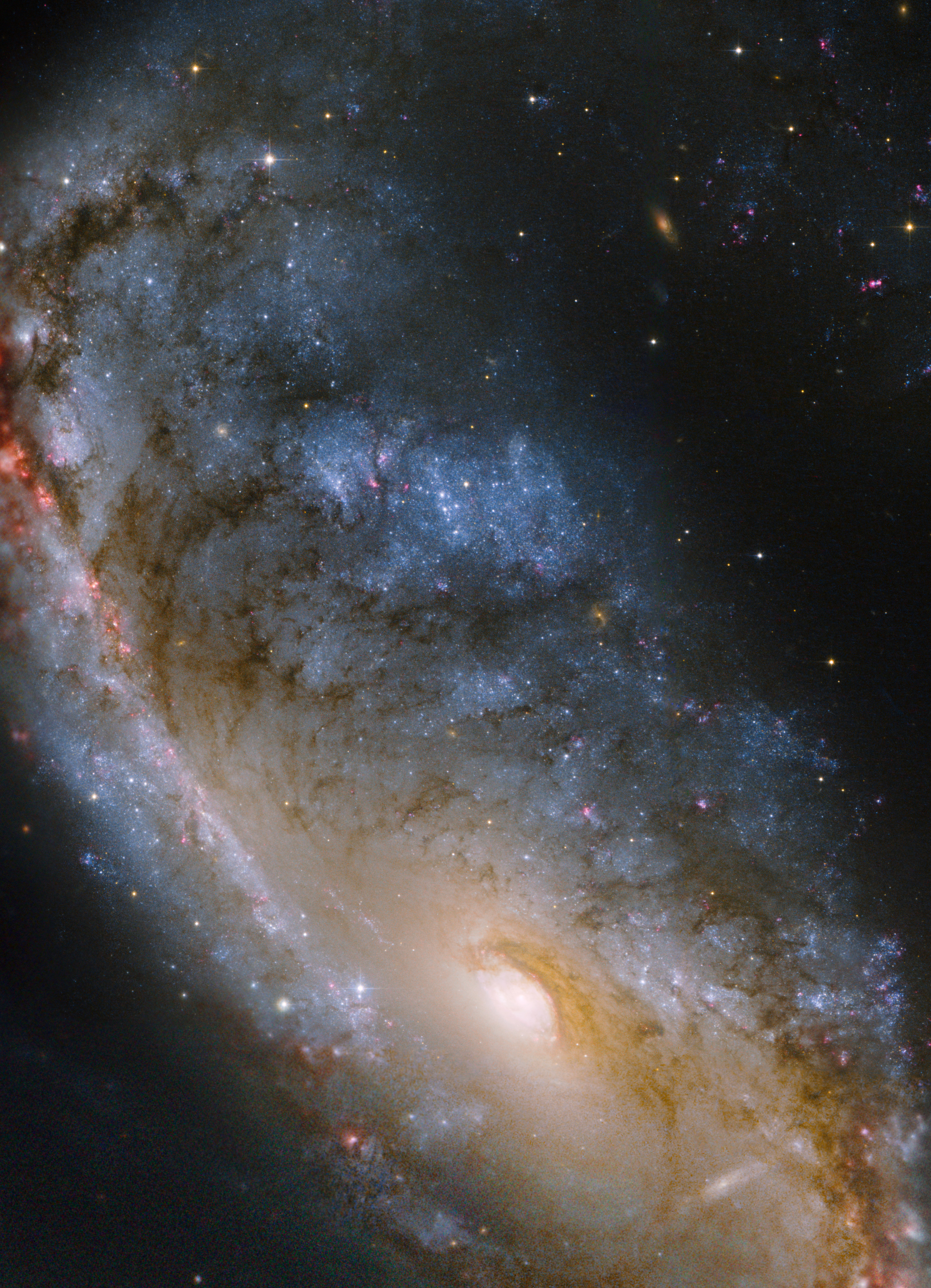
哈伯太空望遠鏡拍攝的 NGC 2442近距離影像，可見到中心區域和它的兩個不對稱旋臂。
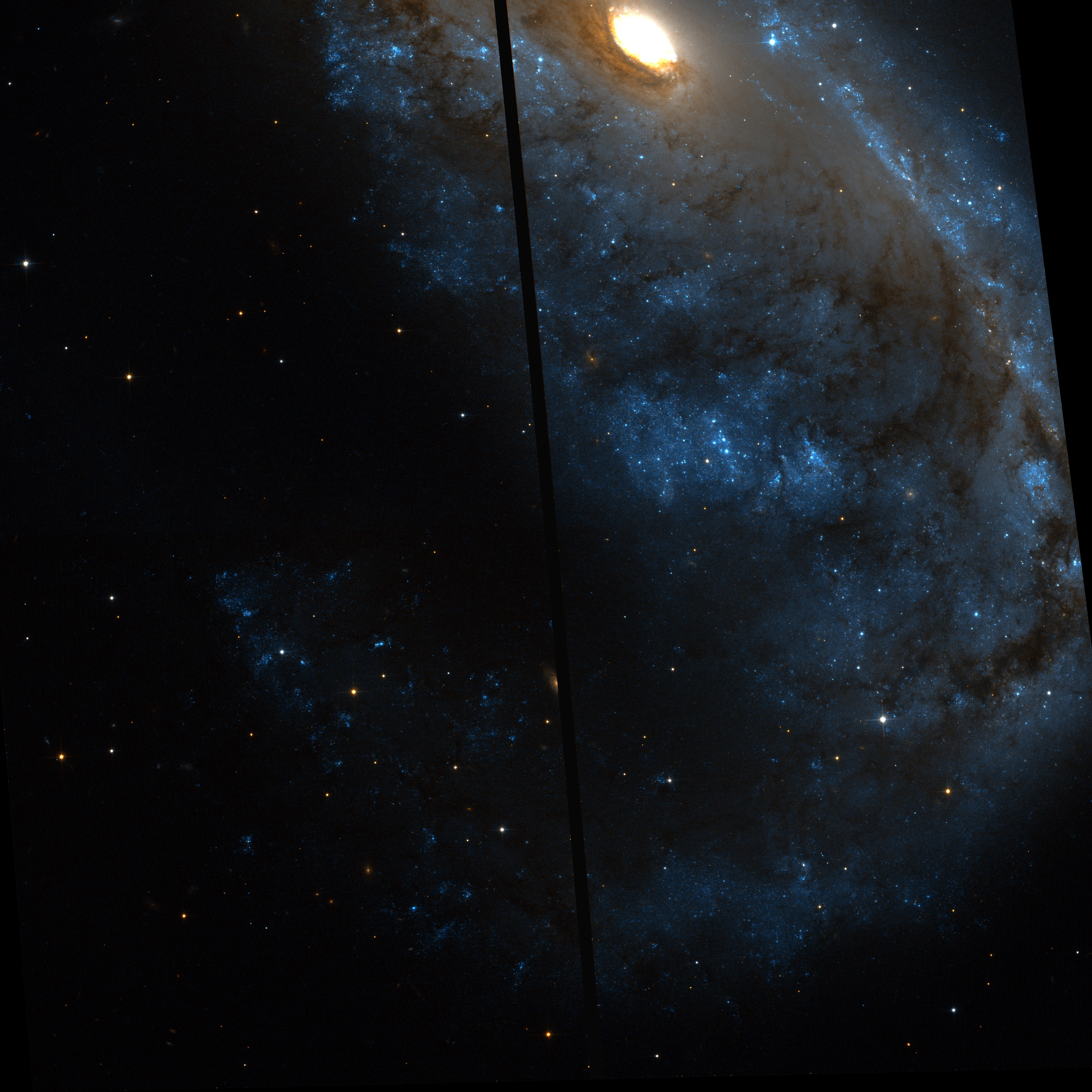
哈伯太空望遠鏡拍攝的 NGC 2442 的核心和它的南翼，視野3.4′。
智利拉西拉天文台的丹麥望遠鏡拍攝的 NGC 2442

## 外部連結
- NGC 2442 in Volans（页面存档备份，存于）
- Astronomy Picture of the Day
  - NGC 2442: Galaxy in Volans（页面存档备份，存于） 2007 March 15
  - NGC 2442: Galaxy in Volans（页面存档备份，存于） 2010 March 25 - from Hubble Space Telescope data
- WikiSky上关于NGC 2442/2443的内容：DSS2, SDSS, GALEX, IRAS, 氢α, X射线, 天文照片, 天图, 文章和图片